# ベアトリス・イエロニム・ド・ロレーヌ

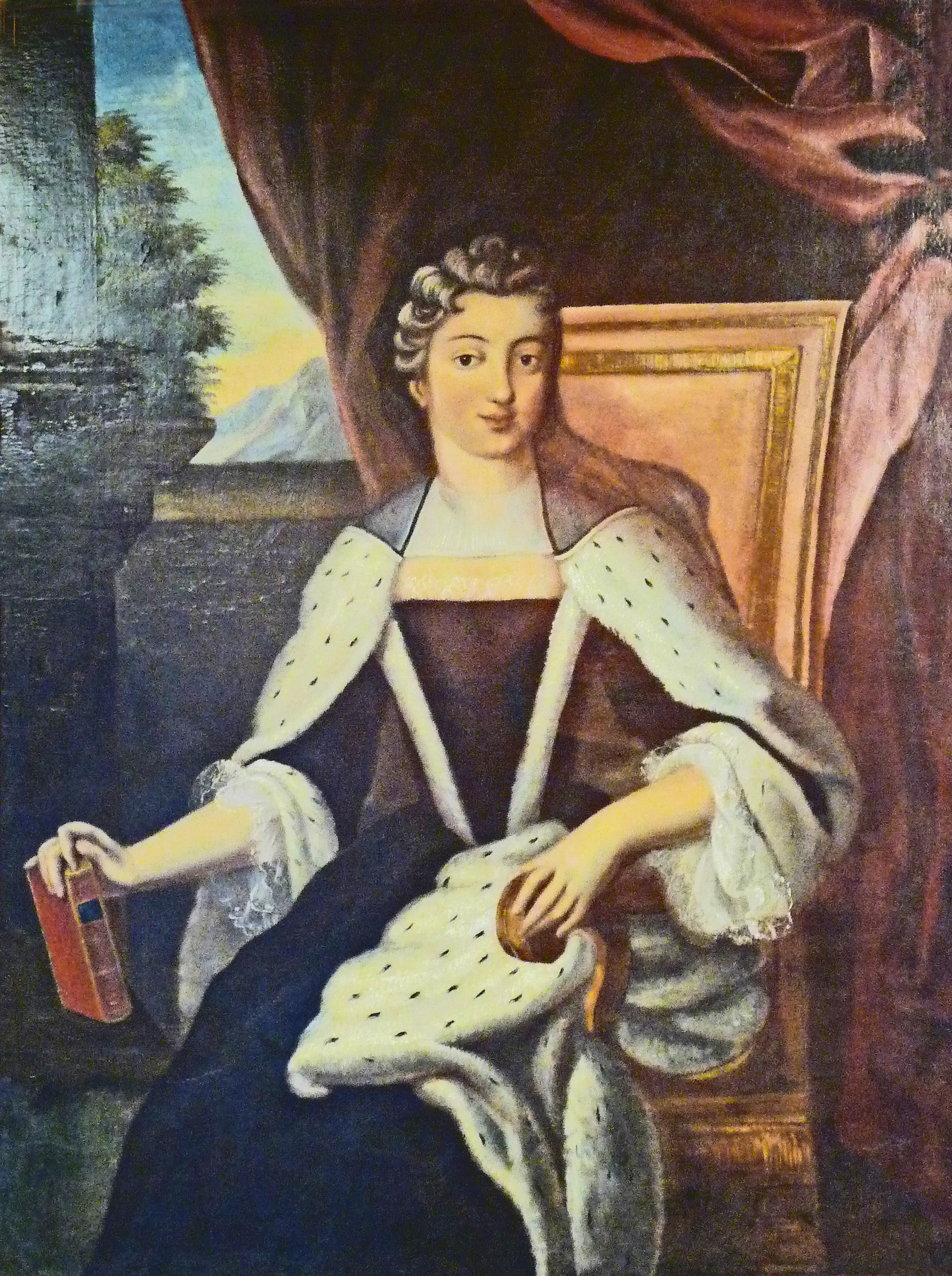
ルミルモン修道院長としての正装姿

ベアトリス・イエロニム・ド・ロレーヌ（Béatrice-Hiéronyme de Lorraine, 1662年7月1日 - 1738年2月9日）は、ブルボン朝時代フランスの貴族女性。ルミルモン女子修道院院長。宮廷での通称はリルボンヌ姫（Mademoiselle de Lillebonne）。

## 生涯
リルボンヌ公フランソワ・マリーと、ロレーヌ公シャルル4世の娘アンヌ（1639年 - 1720年）の間の第2子・長女。ルイ14世王の長男グラン・ドーファンの宮廷に仕え、妹エリザベートと共にドーファンの異母妹ナント姫の友人となった。また、伯父ヴォーデモン公や親類のヴァンドーム公とも親しかった。サン＝シモン公爵によれば、彼女は父の従弟シュヴァリエ・ド・ロレーヌと内縁関係にあったとされる。
1686年モデナ公フランチェスコ2世から求婚されたが、縁談を後押ししていたルイ14世王の気が変わってしまったため、破談となった。その後も独身を通し、1705年ルミルモン帝国修道院の補佐修道院長となり、1711年正式に修道院長に就任した。

## 引用・脚注
1. ↑  Goldhammer, Arthur, Saint-Simon and the court of Louis XIV [Translated memoirs of Saint-Simon], The University of Chicago Press, London, 2001, p.33
2. ↑  Jonathan Spangler (2009). The Society of Princes: The Lorraine-Guise and the Conservation of Power and Wealth in Seventeenth-Century France. Ashgate Publishing, Ltd.. p. 246. ISBN 0754658600